# 田塩鼎三
田塩 鼎三（たしお ていぞう、1890年（明治23年）2月11日 - 1969年（昭和44年）12月23日）は、大日本帝国陸軍軍人。最終階級は陸軍少将。

## 経歴
1890年（明治23年）に奈良県で生まれた。陸軍士官学校第23期卒業。1937年（昭和12年）8月2日に陸軍歩兵大佐進級と同時に歩兵第33連隊附となった。同年10月25日に第26師団兵器部長に就任し、1939年（昭和13年）10月に第3軍兵器部長と歴任した。
1940年（昭和15年）8月1日に陸軍少将に進級し、9月28日に関東軍兵器部長に着任。1941年（昭和16年）10月に北部軍兵務部長に転じ、1942年（昭和17年）8月に第7師団兵務部長に就任した。1944年（昭和19年）3月には大阪で編制された第5野戦補充隊長に就任し、華中方面に出動。1945年（昭和20年）2月1日に同部隊を基幹として湖北省漢口で編成された独立混成第83旅団（第6方面軍）の旅団長に2月20日に着任。漢口の守備に任じ終戦を迎えた。
1948年（昭和23年）1月31日、公職追放仮指定を受けた。